# Геринг, Эдда
Эдда Геринг (нем. Edda Göring; 2 июня 1938 — 21 декабря 2018) — дочь рейхсмаршала Германа Геринга и его второй супруги, актрисы Эмми Зоннеманн.
Родившаяся за год до начала Второй мировой войны Эдда провела детство в поместье Геринга Каринхалл. Ещё в младенчестве дочь второго лица нацистской Германии стала обладательницей многочисленных художественных ценностей, в том числе двух картин кисти Кранаха-старшего: «Мадонна с младенцем» и «Купидон жалуется Венере».
В конце войны Эдда с матерью переехали в дом в районе Оберзальцберг в Берхтесгадене. После войны она обучалась в школе для девочек, поступила в Мюнхенский университет и впоследствии работала судебной служащей. Ценные подарки, полученные Эддой в детстве, на протяжении пятнадцати лет находились в центре судебных разбирательств.
В отличие от Гудрун Гиммлер, Альберта Шпеера-младшего и других детей лидеров нацистской Германии Эдда никогда публично не высказывалась о роли её отца в нацистской Германии и вине в Холокосте, однако сохранила об отце самые тёплые воспоминания.

## Биография

### Ранние годы
Эдда Геринг родилась 2 июня 1938 года и была единственной дочерью Германа Геринга и его второй жены Эмми Зоннеманн. Отец Эдды получил порядка 628 тысяч сообщений с поздравлениями по поводу рождения дочери. Поздравления поступали со всего мира, в том числе и от британских лордов Галифакса и Лондондерри. По словам британского историка Джайлса Макдонофа, Геринг «был ранен в пах во время Пивного путча, так что злословили о непорочном зачатии. Когда через десять дней Герман приехал забирать жену и ребёнка из санатория, улицы заполонили ликующие толпы». В 1940 году журнал Der Stürmer опубликовал версию о том, что Эдда была зачата искусственным путём. Разъярённый Геринг потребовал от главного партийного судьи Вальтера Буха наказать редактора журнала Юлиуса Штрейхера. Бух заявил о готовности «остановить этот больной разум раз и навсегда», но Штрейхера спас покровительствовавший ему Гитлер. Штрейхера лишили всех должностей, тем не менее он продолжил издание своего журнала в своём поместье под Нюрнбергом.
Считалось, что Геринги назвали дочь в честь дочери Муссолини, однако Эмми опровергла эти предположения. 4 ноября 1938 года Эдду окрестили в поместье Каринхалл близ Берлина. Крёстным отцом девочки стал Адольф Гитлер. Событие освещалось в том числе журналом Life, в котором было опубликовано множество фотографий Эдды с крёстным и родителями. Среди подарков Эдде на крестины были и две картины Лукаса Кранаха-старшего.
К неудовольствию рейхсфюрера СС Генриха Гиммлера выяснилось, что ни Эмми, ни няня Эдды не состояли в нацистской партии. Оплошность была устранена после того, как Геринг организовал приём Эмми в партию. По указанию Гитлера Эмми получила золотой партийный знак НСДАП, по правилам полагавшийся исключительно основателям партии, ярым сторонникам и лицам, имевшим выдающиеся заслуги перед партией.
Эдда воспитывалась в поместье Каринхалл и, как и других дочерей высокопоставленных чиновников НСДАП, её называли маленькой принцессой. Годовалую девочку журналист Дуглас Рид в статье в Life назвал «нацистской кронпринцессой». В 1940 году командование люфтваффе оплатило строительство для Эдды уменьшенной копии дворца Фридриха Великого Сан-Суси. В маленьком дворце Эдды размером около 50 метров в длину, 7 метров в ширину и 3,5 метров в высоту имелся также миниатюрный театр со сценой и кулисами.

### После войны
В конце Второй мировой войны в Европе Геринг с семьёй уехал в свой дом в горах близ Берхтесгадена. 8 мая 1945 года Германия заявила о безоговорочной капитуляции, а 21 мая, за несколько недель до дня своего рождения, Эдда вместе с матерью была интернирована в так называемый лагерь Ашкан в Мондорф-ле-Бен, находившийся под контролем Соединённых Штатов. В 1946 году и Эдда и Эмми были освобождены и проживали в своих владениях в крепости Фельденштайн в Нойхаусе-на-Пегнице под Нюрнбергом. В Фельденштайне у Герингов побывал американский офицер Джон Долибуа, который описал Эдду как «красивого ребёнка, похожего на отца. [Она была] яркой и бойкой, вежливой и прекрасно образованной». Во время Нюрнбергского процесса Эдде было разрешено навещать отца в тюрьме. Герман Геринг был признан виновным в военных преступлениях и приговорен к смертной казни, однако 15 октября 1946 года, за ночь до запланированной казни, он покончил с собой, отравившись цианидом.
В апреле 1946 года Эмми перевезла дочь в небольшой дом в Закдиллинге, где они оставались приблизительно до 1948 года. Затем Эдда и её мать поселились вместе с сестрой Эмми, Эльзой Зоннеманн, в небольшом городке недалеко от Херсбрука; Эдда поступила в реальное училище Святой Анны для девочек в баварском Зульцбах-Розенберге, где получила аттестат зрелости. В ноябре 1948 года семья переехала в Этцельванг, поближе к школе. В 1949 году у Эмми возникли проблемы с правами собственности на некоторые ценности, и она заявила, что они принадлежат её 10-летней дочери. После окончания школы Эдда стала судебной служащей, а затем окончила Мюнхенский университет.
В дальнейшем Эдда работала в больничной лаборатории и планировала стать медицинским техником. Эдда была частой гостьей в доме покровительницы Гитлера Винифред Вагнер, внук которой Готфрид позднее вспоминал, как его тётка Фриделинд возмущалась, что Винифред опять связалась с Эддой и другими представителями праворадикальных кругов Западной Германии.
Эдда работала в реабилитационной клинике в Висбадене и заботилась о матери, которая умерла 8 июня 1973 года. В течение пяти лет в конце 1970-х годов Эдда состояла в отношениях с репортёром журнала Stern Гердом Хайдеманном. Хайдеманн приобрёл яхту «Карин II», некогда принадлежавшую отцу Эдды. По словам журналиста Питера Уайдена, «он был очарован Эддой, симпатичной, незамужней, и [он] посвятил памяти её отца книгу Reichsmarschall. У них завязался роман. Вместе они устраивали на борту яхты светские мероприятия, где вспоминали Гитлера и священные времена нацистской Германии, а почётными гостями выступали два доблестных нацистских генерала: Карл Вольф и Вильгельм Монке».
Несколько лет Эдда принимала активное участие в общественной и политической жизни, в последние годы скрылась от глаз публики и вела замкнутый образ жизни. В одном из своих интервью в 1990-х годах Эдда сказала об отце: «Я его очень любила, и было видно, как сильно он любил меня. Все мои воспоминания о нём наполнены любовью, и я не воспринимаю его по-другому… Он был хорошим отцом для меня». В 2010 году в интервью The Guardian Эдда высказалась о своём дяде Альберте Геринге, противнике нацистского режима: «Конечно, он мог помочь людям в трудную минуту деньгами или своим личным влиянием, но когда требовалось привлечь вышестоящий орган или должностных лиц, ему была необходима поддержка моего отца».
Правительство Западной Германии, а затем и Германии объединённой отказало Эдде в дополнительной пенсии, причитавшейся детям министров правительства старого Германского рейха. На 2015 год Эдда по-прежнему проживала в Мюнхене. В том же году подавала в баварский ландтаг ходатайство о компенсации за конфискованное в 1948 году наследство отца в форме ежемесячного пособия, но правовой комитет законодательного собрания Баварии единогласно отклонил ходатайство.
Скончалась 21 декабря 2018 года в Мюнхене и была тайно похоронена, о её смерти было сообщено лишь в марте 2019 года.

## Судьба крестильных подарков Эдды
На крестины Эдды в ноябре 1938 года девочке подарили несколько произведений искусства, в том числе город Кёльн вручил ей картину «Мадонна с младенцем» Лукаса Кранаха-старшего. Будучи частью коллекции обер-бургомистра Кёльна, картина являлась прежде экспонатом музея Вальрафа-Рихарца.
После войны Кёльн добивался возвращения картины, ссылаясь на то, что она была подарена Эдде против воли и под давлением её отца. Генеральному адвокату Филиппу Ауэрбаху, государственному комиссару Баварии по правам преследуемых по расовым, религиозным и политическим мотивам, было поручено вернуть художественные ценности, которые были приобретены Герингами; юридические баталии за «Мадонну» Кранаха длились пятнадцать лет. На первом же слушании в Кёльне суд высказался в пользу города. Эдда, которая в то время изучала право, обжаловала это решение в Высшем земельном суде Кёльна, который в 1954 году отменил решение нижестоящего суда. Историк Анна Зигмунд пишет: «Он [высший земельный суд] пришёл к выводу, что Геринг не оказывал никакого давления и что нацистский обер-бургомистр наоборот заискивал [перед Герингом] для Кёльна, отдав картины Кранаха».
Это была вторая победа Эдды. Ранее ей удалось отсудить у правительства Баварии ювелирные изделия стоимостью в 150 000 немецких марок, которые были изъяты после войны. Однако немецкие власти продолжали разбирательства в случае с картинами Кранаха, и в январе 1968 года Федеральный Верховный суд Германии в Карлсруэ принял окончательное решение в пользу Кёльна.

## В культуре
Эдда Геринг является одним из действующих лиц в мини-сериале «Нюрнберг», где её роль исполнила Салли Тейдор-Айшервуд.
Эдда Геринг упоминается в стихотворении Роберта Прингла Stations of the Cross: I start reading My Father’s Keeper / to Edda Göring, who turns the blank pages.